# Sabrina (film, 1995)
A Sabrina 1995-ben bemutatott amerikai romantikus film Sydney Pollack rendezésében. A forgatókönyvet Barbara Benedek és David Rayfiel írta, a prdoucer Scott Rudin, a főszerepben Harrison Ford, Julia Ormond és Greg Kinnear látható. A film alapjául Billy Wilder azonos című mozifilmje szolgált, amely pedig Samuel A. Taylor Sabrina Fair című színdarabjának filmadaptációja.
A címszerepet Julia Ormond játssza, a kegyeiért versengő testvérpárt pedig az alakításáért Golden Globe-díjra jelölt Harrison Ford, és az első[forrás?] moziszerepében látható Greg Kinnear.
A film zenéjét John Williams szerezte, Oscar-, Golden Globe- és Grammy-díjra jelölt betétdalát, a „Moonlight”-ot Sting adja elő.

## Cselekmény
Sabrina Fairchild felnőtté válásáig több időt töltött egy fa ágán a szomszédos Larrabee család fényűző partijait kémlelve, mint a szilárd talajon. A gazdag família sofőrjének lányaként Sabrina észrevétlen maradt előttük, de ő ismeri mindőjüket: Maude Larrabee-t, a Larrabee Corporation modern matriarcháját; Linus Larrabee-t, a mindig komoly idősebb fivért, aki sikerrel emelte a családi vállalkozást a világ legnagyobb kommunikációs társaságává; és Davidet, a sármos, szabadelvű Larrabee-t, aki mindig is Sabrina világának közepe volt. Mígnem a sors Párizsba szólította a lányt. Két évet tölt ott a Vogue magazin munkatársaként, majd visszatér a Larrabee-házba, immáron gyönyörű és kifinomult hölgyként. Felbukkanása fenekestül felforgatja a frissen eljegyzett David és a milliárdos üzletkötés előtt álló Linus életét.
David éppen eljegyzése után van. Jövendőbelije Elizabeth Tyson doktornő, akinek édesapja milliárdos üzletember. A házasságon a Larrabee és a Tyson cég egyesülése is múlik. David szemet vet a csinos Sabrinára, és flörtölni kezd vele. Morózus bátyja nem nézi jó szemmel a dolgot: ha nem jön létre a házasság, kútba esik az üzlet is. Linus számára a munka az első, ezért közbelép. Terve az, hogy bátyja házasságkötéséig udvarlással leköti a lány figyelmét, még Párizsba is elviszi, azután pedig faképnél hagyja. A terv azonban nem válik be, mert beleszeret Sabrinába. A lány ráébreszti, hogy a munka mellett elmulasztott élni. Amikor Sabrina elmondja, hogy az együtt töltött pár nap után nagyon boldog vele, Linus összeomlik: bevallja, hogy hazugság volt az egész. Az összetört szívű Sabrina egyedül repül el Párizsba, Linus viszont akár a milliárdos üzlet meghiúsulása árán is boldognak szeretné tudni, ezért utána küldi Davidet. Öccse átlát a szitán, és nagy meglepetésre mégis a házasság mellett dönt. Linus egy Concorde-dal megelőzi Sabrinát, és Párizsban várja a lakása előtt, ahol szerelmet vall neki.

## Szereplők
| Szerep            | Színész           | Magyar hang        |
| ----------------- | ----------------- | ------------------ |
| Linus Larrabee    | Harrison Ford     | Végvári Tamás      |
| Sabrina Fairchild | Julia Ormond      | Györgyi Anna       |
| David Larrabee    | Greg Kinnear      | Csankó Zoltán      |
| Maude Larrabee    | Nancy Marchand    | Kassai Ilona       |
| Tom Fairchild     | John Wood         | Dobránszky Zoltán  |
| Patrick Tyson     | Richard Crenna    | Izsóf Vilmos       |
| Ingrid Tyson      | Angie Dickinson   | Némedi Mari        |
| Elizabeth Tyson   | Lauren Holly      | Kisfalvi Krisztina |
| Irène             | Fanny Ardant      | Kovács Nóra        |
| Martine           | Valérie Lemercier | Kiss Erika         |
| Louis             | Patrick Bruel     | Haás Vander Péter  |

## A film készítése

### Szereposztás
Sabrina szerepét eredetileg Winona Rydernek ajánlották fel, de esélyes volt még Demi Moore, Gwyneth Paltrow és Julie Delpy is. David szerepére Tom Cruise-t is felkérték.

### Forgatás
A film forgatása 1995. január 30. és 1995. június 21. között zajlott. A felvételek javarészt New Yorkban folytak. A Larrabee Corp. székházául a manhattani Park Avenue 399. szám alatt található épület szolgált. A párizsi jelenetek eredeti helyszíneken forogtak, így például a Pont Alexandre-III-nál.
A repülőgép belsőjét, amelyen Sabrina és Linus utaznak, egy Gulfstream V modellje szolgáltatta, míg a kívül játszódó jeleneteket egy Gulfstream IV-gyel vették fel. A Gulfstream ezt a gépet légiparádés demonstrációkra és más nyilvános rendezvényeken használta. A felszállást és a landolást a nagyvállalat savannah-i gyárában vették fel, Georgia államban.

## Fogadtatás

### Kritikai visszhang
A film kritikai fogadtatása megosztott volt; a Rotten Tomatoes oldalán található közel negyven visszajelzés alapján 62%-ot érdemelt ki, vagyis még a „friss” kategóriába esik. A pozitív véleményezők között szerepel Roger Ebert is, aki szerint a film „Épp olyan kielégítő, ha nem is annyira fanyar és cinikus, mint az eredeti.”

### Box office
Az 1995 decemberében bemutatott film csupán 5,6 millió dollárt keresett nyitóhétvégéjén Észak-Amerikában, de végül ezt közel megtízszerezte, így valamivel több mint 53 millió dollárral zárt, ami azonban még így is elmarad az 58 milliós költségektől. A videókölcsönzésekből további 23,3 millió dollár folyt be az Egyesült Államokban.

### Díjak és jelölések
| Díj                                 | Kategória                                           | Jelölt                                         | Eredmény |
| ----------------------------------- | --------------------------------------------------- | ---------------------------------------------- | -------- |
| Oscar-díj                           | Legjobb eredeti filmzene                            | John Williams                                  | Jelölve  |
| Oscar-díj                           | Legjobb eredeti dal                                 | Alan Bergman, Marilyn Bergman és John Williams | Jelölve  |
| Golden Globe-díj                    | Legjobb film (vígjáték vagy musical)                | –                                              | Jelölve  |
| Golden Globe-díj                    | Legjobb férfi főszereplő (zenés film vagy vígjáték) | Harrison Ford                                  | Jelölve  |
| Golden Globe-díj                    | Legjobb eredeti filmbetétdal                        | Alan Bergman, Marilyn Bergman és John Williams | Jelölve  |
| Grammy-díj                          | Legjobb filmhez írt dal                             | Alan Bergman, Marilyn Bergman és John Williams | Jelölve  |
| Chicagó-i Filmkritikusok Szövetsége | Legígéretesebb új színész                           | Greg Kinnear                                   | Elnyerte |